# Station Finkenwalde
Station Finkenwalde (Szczecin Lotnisko) was een spoorwegstation in de Poolse plaats Szczecin.
De spoorwegen rond Szczecin (Stettin) waren na de Tweede Wereldoorlog grotendeels verwoest. De directe lijn naar Szczecin Dąbie (Altdamm), waaraan dit station lag is daarna niet hersteld.